# Qudlivun
Qudlivun, également connu sous le nom d'Quidlivun, désigne dans la mythologie inuite les esprits des défunts qui résident dans le séjour des morts inuit et par extension le séjour des morts lui-même, situé sur la lune. C'est le domaine de la déesse Pana qui y prends soin des défunts en attendant leur réincarnation.

## Étymologie
Qudlivun signifie "ceux qui vivent en dessus de nous" ou "les plus élevés", de qud qui signifie au dessus, -lirn qui indique une certaine direction, et -vun possessif de la première personne du pluriel.

## Mythologie
Qudlivun est le deuxième monde où sont envoyés les défunts après leur mort. C'est le domaine de Pana, divinité qui réside dans les cieux étoilés.
En effet, les psychopompes Pinga et Anguta amènent d'abord les âmes des défunts à Adlivun, domaine sous-marin et souterrain de la déesse Sedna où elles doivent rester un an avant de partir. Les âmes y sont purifiées, en préparation du voyage vers le pays de la Lune, Qudlivun,, où elles trouvent le repos, la paix et la béatitude et se prépareront avant de se réincarner. 
Dans certaines variantes, les âmes sont directement envoyées à Qudlivun et seules les mauvaises âmes passent par Adlivun.
Une fois arrivées à Qudlivun, elles sont sous la garde de la déesse Pana. Sa tâche est de veiller sur les âmes qui sont transportées du monde du milieu (la Terre) et envoyées vers les royaumes supérieurs (le Ciel). Là, Pana prend soin des âmes jusqu'à ce qu'elles soient prêtes à se réincarner et une fois de plus renvoyées sur terre pour y renaître.
Lorsqu'une âme est prête à se réincarner, Pana est assistée par le Dieu de la Lune, Anningan, qui ne peut briller pendant ce temps, c'est pourquoi la lune tombe dans une étape sombre.
C'est le lieu de résidence de la déesse Pinga, fortement associée au ciel.